# Аржелес-Газост (округ)
Аржелес-Газост (фр. Argelès-Gazost) — округ (фр. Arrondissement) во Франции, один из округов в регионе Юг-Пиренеи. Департамент округа — Верхние Пиренеи. Супрефектура — Аржелес-Газост.
Население округа на 2006 год составляло 39 595 человек. Плотность населения составляет 30 чел./км². Площадь округа составляет всего 1300 км².

## Состав округа

### Кантоны
- Аржелес-Газост
- Окён
- Лурд-Эст
- Лурд-Уэст
- Люс-Сен-Совёр
- Сен-Пе-де-Бигор